# Thomas Gilou
Thomas Gilou (Boulogne-Billancourt, 1º febbraio 1955) è un regista e sceneggiatore francese.

## Biografia
Sua madre Miriam (1919–2018) era la figlia dello scrittore Blaise Cendrars, mentre il padre Albert Édouard Gilou (1910–61) un critico e mercante d'arte. Diventa orfano di padre all'età di 6 anni, quando questo viene spinto a terra e si frattura il cranio durante un alterco con un automobilista nei pressi di Michel-Ange - Molitor.
Esordisce al cinema con la commedia Black Mic Mac (1986). Nel 1995 vince il Pardo d'oro al Festival di Locarno con Raï, una storia di giovani delle banlieue. Dirige poi un'altra commedia, La verità sull'amore, che raggiunge in maniera inaspettata i 5 milioni di spettatori in Francia nel 1997. Bisserà il successo di pubblico quattro anni più tardi col sequel La Vérité si je mens! 2, che richiama quasi 8 milioni di spettatori e si rivela il secondo maggiore incasso dell'anno al botteghino francese, davanti a Harry Potter e la pietra filosofale.

## Filmografia

### Cinema
- La Combine de la girafe – cortometraggio (1985)
- Black Mic Mac (1986)
- Raï (1995)
- La verità sull'amore (La Vérité si je mens!) (1997)
- Chili con carne (1999)
- La Vérité si je mens! 2 (2001)
- Michou d'Auber (2007)
- Victor (2009)
- La Vérité si je mens! 3 (2012)
- Il peggior lavoro della mia vita (Maison de retraite) (2021)

### Televisione
- Éclats de Cendrars – documentario per France 5 (2004)
- Marseille – serie TV, 4 episodi (2016)

## Riconoscimenti
- Festival di Locarno
  - 1995 – Pardo d'oro per Raï
- Premio César
  - 1985 – Candidatura al miglior cortometraggio per La Combine de la girafe
  - 1987 – Candidatura alla migliore opera prima per Black Mic Mac
- Festival international du court métrage de Clermont-Ferrand
  - 1985 – Premio del pubblico per La Combine de la girafe